# كاظم سعد الدين
محمد كاظم سعد الدين عبد العظيم الشديدي (1932 بعقوبة - 14 فبراير 2022 بغداد) هو كاتب وأديب وقاص ومترجم عراقي، يُلقب بشيخ المترجمين العراقيين، دخل دار المعلمين العالية، بدأ الترجمة وهو في المرحلة الرابعة، حاصل على شهادة بكالوريوس إنجليزي-فرنسي من دار المعلمين العالية عام 1953، وعند تخرجه بتقدير عالي أستلم شهادة تخرجه من يد الملك فيصل الثاني، عمل مدرساً للغة الإنجليزية في العراق، وفي السعودية في مدينة جدة، وأمضى 32 عاماً في وزارة المعارف (وزارة التربية حالياً). وعمل محرراً ورئيس تحرير في عدد من المجلات من بينها مجلة التراث الشعبي الصادرة من دار الشؤون الثقافية العامة، وعين خبيراً في مجلة الثقافة الأجنبية، ومجلتي دراسات فلسفية ودراسات الترجمة الصادرة من بيت الحكمة.

## عضوية
- عضو في الاتحاد العام للأدباء والكتاب في العراق.[1]
- عضو في جمعية المترجمين.
- عضو في نقابة الصحفيين العراقيين.
- عضو في جمعية العراق الفلسفية.

## مؤلفاته
- الاحتجاج والصراع في الأدب الإفريقي
- الأسلوب والاسلوبية
- الحكاية الخرافية على الشاشة
- الحياة اليومية في العراق القديم: [بلاد بابل وآشور]
- الفكر العربي والعالم الغربي
- بديع اللفظ العربي
- جحا العربي وانتشاره في العالم.
- حب غجري: قصص
- حكايات كنتر بري
- حكايات من المملكة العربية السعودية
- دليل المترجمين في العراق من بدايات القرن العشرين حتى 2008
- قاموس أسماء الأماكن الأندلسية: (المدن والقرى والقصبات وغيرها)
- كيف تكتب للاطفال
- ماري وكارانا: (مدينتان بابليتان قديمتان)
- الحكاية الشعبية للاطفال
- ذاكرة الطين
- معالم مضيئة من التراث الشعبي.